# دينزل دومفريس
دينزل دومفريس (بالهولندية: Denzel Dumfries)‏ (18 أبريل 1996 بأورنجستاد في أروبا - ) هو لاعب كرة قدم هولندي في مركز الظهير الأيمن. شارك مع منتخب هولندا لكرة القدم. أما مع النوادي، فهو يلعب مع إنتر ميلان في الدوري الإيطالي.

## وصلات خارجية
- دينزل دومفريس على موقع الاتحاد الدولي (مؤرشف)  (الإنجليزية)
- دينزل دومفريس على موقع الاتحاد الأوربي (الإنجليزية)
- دينزل دومفريس على موقع إي إس بي إن إف سي (الإنجليزية)
- دينزل دومفريس على موقع قاعدة بيانات كرة القدم.إي يو (الإنجليزية)
- دينزل دومفريس على موقع ليكيب (الفرنسية)
- دينزل دومفريس على موقع ناشيونال فوتبول تيمز (الإنجليزية)
- دينزل دومفريس على موقع Soccerbase.com (لاعب) (الإنجليزية)
- دينزل دومفريس على موقع Soccerway.com (الإنجليزية)
- دينزل دومفريس على موقع عالم كرة القدم.نت (الإنجليزية)
- دينزل دومفريس على موقع AS.com (الإسبانية)